# Jiří Snítil
Jiří Snítil (ur. 24 lutego 1975 w Pradze) – czeski curler, reprezentuje První curlingový klub Brno.
Snítil curling uprawia od 1994. Pierwszy raz wystąpił na mistrzostwach Europy w 1999. Był wówczas rezerwowym w ekipie Karela Kubeški. Na początku 2003 reprezentował Czechy na uniwersjadzie. Zagrywał kamienie na pozycji trzeciego. Drużyna dowodzona przez Petra Štěpánka wygrała trzy z dziewięciu spotkań i uplasowała się na 8. miejscu.
W grudniu 2003 zadebiutował na arenie międzynarodowej w roli skipa reprezentacji. Czesi na ME 2003 zostali sklasyfikowani na 15. pozycji. Snítil kolejny raz w tych zawodach wystąpił w 2006 i od tamtej pory nieprzerwanie reprezentuje Republikę Czeską. W 2006 zespół z Brna wygrał grupę B, podczas następnych występów Czesi rywalizowali w najlepszej dywizji. Turnieje w latach 2007-2010 kończyły się dla reprezentacji Czech na 7. lub 8. miejscu. 
Na Mistrzostwach Europy 2011 rozgrywanych w Moskwie pierwszy raz w historii czeski zespół zakwalifikował się do fazy play-off. Wcześniej zespół Snítila pokonał w meczach barażowych Niemców (John Jahr) i Szkotów (David Murdoch). W dolnym meczu Page play-off Czesi zwyciężyli Duńczyków 9:8 (Rasmus Stjerne), w półfinale przegrali natomiast 2:5 przeciwko Norwegom (Thomas Ulsrud). Mały finał zakończył się na korzyść Danii, Czesi zajęli 4. miejsce.
Rok później zespół ten grał jeszcze lepiej, z siedmioma wygranymi meczami zajęli 2. miejsce w rundzie grupowej. Dwa spotkania rundy finałowej Czesi przegrali, było to górne spotkanie play-off przeciwko Szwecji (Niklas Edin) i półfinał przeciwko Norwegii (Thomas Ulsrud). Były to dwie drużyny, z którymi curlerzy z Brna odnieśli porażki w Round Robin. Czesi wykorzystali szansę na brązowe medale triumfując w ostatnim spotkaniu przeciwko Danii (Rasmus Stjerne) 12:4.
Dzięki dobrej grze zespołu Snítila na Mistrzostwach Europy 2007 Czesi w 2008 zadebiutowali w mistrzostwach świata. Podczas sześciu występów reprezentacja Czech klasyfikowana była przeważnie w dolnej połowie tabeli rankingowej. 8. miejsce ekipa Snítila zajęła w 2011, kiedy wygrała 5 z 11 spotkań. Tę samą pozycję Czesi uzyskali w 2013, tym razem po raz pierwszy mieli pozytywny bilans wygranych meczów (6-5).
Reprezentacja Czech miała szansę zakwalifikować się do Zimowych Igrzysk Olimpijskich 2014. Drużyna Snítila w grudniu 2013 uczestniczyła w turnieju kwalifikacyjnym, z którego do Soczi awansowały dwie najlepsze ekipy. Czesi po dobrej grze w rundzie grupowej mieli dwie szanse awansu, przegrali jednak decydujące spotkania przeciwko Niemcom (John Jahr) i Amerykanom (John Shuster). Pod koniec sezonu zespół z Brna wygrywając 6 meczów uplasował się na 7. miejscu Mistrzostw Świata 2014. Czesi wygrywając 8:7 z Norwegami (Thomas Ulsrud) ostatni mecz rundy grupowej Mistrzostw Europy 2014 zapewnili sobie uczestnictwo w spotkaniu barażowym o awans do fazy play-off. W dodatkowym meczu ponownie mierzyli się w Norwegią, tym razem przeciwnicy wygrali 6:4, Jiří Snítil zajął 5. miejsce. Na Mistrzostwach Świata 2015 Czesi zwyciężyli w 4 meczach, co pozwoliło im na zajęcie 9. miejsca.
Jiří Snítil uczestniczy również w rywalizacji mikstów, dwukrotnie wystąpił na mistrzostwach Europy. W 2008 Jiří pełnił funkcję kapitana, Czesi w półfinale pokonali 8:3 Rosjan (Aleksander Kirikow). Zdobyli srebrne medale przegrywając 3:5 finał przeciwko Niemcom (Rainer Schöpp). Turniej w 2009 był rozgrywany w Pradze. Snítil był piątym w ekipie Jakuba Bareša. Gospodarze, przegrywając mały finał, uplasowali się tuż za podium. 

## Drużyna
|           | Czwarty     | Trzeci              | Drugi                                         | Otwierający                                   |
| --------- | ----------- | ------------------- | --------------------------------------------- | --------------------------------------------- |
| od 2012   | Jiří Snítil | Martin Snítil       | Jindřich Kitzberger, Jakub Bareš, Marek Vydra | Jindřich Kitzberger, Jakub Bareš, Marek Vydra |
| 2011/2012 | Jiří Snítil | Martin Snítil       | Jindřich Kitzberger                           | Marek Vydra                                   |
| MŚ 2011   | Jiří Snítil | Martin Snítil       | Jindřich Kitzberger                           | Marek Vydra                                   |
| ME 2010   | Jiří Snítil | Martin Snítil       | Karel Uher                                    | Marek Vydra                                   |
| 2009/2010 | Jiří Snítil | Martin Snítil       | Jindřich Kitzberger                           | Marek Vydra                                   |
| MŚ 2009   | Jiří Snítil | Jindřich Kitzberger | Martin Snítil                                 | Karel Uher                                    |
| ME 2008   | Jiří Snítil | Jindřich Kitzberger | Martin Snítil                                 | Marek Vydra                                   |
| 2005/2008 | Jiří Snítil | Martin Snítil       | Jindřich Kitzberger                           | Marek Vydra                                   |
| 2003/2004 | Jiří Snítil | Jindřich Kitzberger | Martin Snítil                                 | Marek Vydra                                   |

Drużyny mikstowe
|           | Czwarty/-a     | Trzeci/-a           | Drugi/-a          | Otwierający/-a    |
| --------- | -------------- | ------------------- | ----------------- | ----------------- |
| 2008/2009 | Hana Synáčková | Jiří Snítil         | Karolína Pilařová | Sune Frederiksen  |
| ME 2008   | Jiří Snítil    | Hana Synáčková      | Martin Snítil     | Karolina Pilařová |
| 2006/2007 | Martin Snítil  | Lenka Kitzbergerová | Jiří Snítil       | Hana Synáčková    |

Drużyny akademickie
|         | Czwarty       | Trzeci      | Drugi     | Otwierający |
| ------- | ------------- | ----------- | --------- | ----------- |
| ZU 2003 | Petr Štěpánek | Jiří Snítil | Petr Firt | Marek David |